# صادق بانقوسی
صادق بانَقُوسی حلبی (؟ - ۱۷۸۹م) (نسب: صادق بن صالح بن عبدالرحمان) ادیب و شاعر سوری در سدهٔ هجدهم میلادی/دوازدهم هجری از اهالی حلب بود. برخی از شعرهای او را کمال‌الدین غزی ذکر کرده است.